# Aina Šmid
Aina Šmid, slovenska videastka, * 9. julij 1957, Ljubljana.
Aina Šmid je leta 1982 diplomirala iz umetnostne zgodovine na ljubljanski Filozofski fakulteti. Skupaj z Marino Gržinić ustvarja umetniške video projekte, kratke filme, različne video in medijske instalacije ter spletne strani.